# Tankbadge voor het Legioen Condor
De Tankbadge voor het Legioen Condor (Duits: Panzerabzeichen der Legion Condor) werd in de herfst van 1936 gecreëerd, door de Duitse commandant van de pantsertroepen Wilhelm Ritter von Thoma.
Op 10 juli 1939 formaliseerde de opperbevelhebber van de Heer, kolonel-generaal Walther von Brauchitsch, deze onderscheiding in de erkenning voor de uitstekende prestaties van Panzertruppe in Spanje 1936-1939.

## Versies
- Messing - werd samen met een oorkonde uitgereikt.
- Zilver - zilveren onderscheidingen werden in 1939 uitgereikt.[1]
- Goud - eenmalig uitgereikt aan Wilhelm von Thoma tijdens parade van de Dag van de Overwinning Nationalistische in Madrid, 19 mei 1939.[1]

## Ontwerp
Het was een ovale onderscheiding, die werd gemaakt van messing of zilver legering. De ovale vorm werd gevormd door een eikenkrans, waarin een schedel met gekruiste beenderen en daaronder een Panzerkampfwagen te zien was. De afmetingen van de onderscheiding waren: lengte 56,4 mm breedte: 46,3 mm en het woog 12,6 gram.

## Draagwijze
Het werd gedragen op het lagere gedeelte van de linker borstzak op het uniform, net onder het IJzeren Kruis 1e klasse (indien mee onderscheiden).

## Bekende ontvangers
- Ernst-Georg Buchterkirch[3]
- Heinrich Becker[4][5]
- Klaus Hoelck
- Wolf-Horst Hoppe[6]
- Karl-Heinz Sorge[7]